# Mozirje
Mozirje (em alemão:   Prassberg) é um município da Eslovênia. A sede do município fica na localidade de mesmo nome.